# Фалкаде
Фалка̀де (на италиански: Falcade; на ладински: Falciade, Фалчаде) е село и община в Северна Италия, провинция Белуно, регион Венето. Разположено е на 1137 m надморска височина. Населението на общината е 1999 души (към 2014 г.).